# Allmänna Idrottsklubben
Pour les articles homonymes, voir AIK.
L'Allmänna Idrottsklubben (AIK), qui se traduit par Club de sports public, est un club sportif situé dans la municipalité de Solna, dans la banlieue nord de la capitale suédoise Stockholm. Ce club est actif dans plusieurs disciplines, comme le football, le hockey sur glace et l'unihockey.

## Les sections sportives
- AIK Bandy - bandy
- AIK Bordtennis - tennis de table
- AIK Bowling - Bowling. L'équipe masculine joue dans la catégorie Kvalserien avec les ligues des playoffs de la plus haute division Allsvenskan, et celle féminine dans la Division 3 Stockholm
- AIK - football
- AIK Fotboll Damer - football féminin
- AIK Golf - golf
- AIK Handboll - handball
- AIK Ishockey - hockey sur glace
- AIK Innebandy - unihockey